# إدوارد ألان ميلر
إدوارد ألان ميلر هو سياسي كندي، ولد في 13 فبراير 1942. انتخب عضو مجلس العموم الكندي.